# 탄현면
탄현면(炭縣面)은 경기도 파주시의 면이다.

## 역사
탄현면은 월롱산 서북지맥으로 둘러싸여 임진강을 끼고 장단군, 개풍군을 경계로 한 오금벌과 금촌동, 교하동을 접하여 공릉천이 흐르는 갈현평야로 형성된 곡창지역으로 면적은 61.72 km2이다.
1914년 4월 1일 조선총독부령 제111호에 따른 행정구역 변경으로 탄포, 현내, 신오리면을 통합하여 탄포면의 '炭'자와 현내면의 '縣'자를 따서 '炭縣面'이라 칭하게 되었다. 인근의 고양시 일산서구 탄현동(炭峴洞)과는 관련이 없다.

## 행정 구역
| 법정리 | 한자명 | 행정리                                               | 비고                   |
| ------ | ------ | ---------------------------------------------------- | ---------------------- |
| 갈현리 | 葛峴里 | 갈현리                                               |                        |
| 금산리 | 錦山里 | 금산1리, 금산2리                                     |                        |
| 금승리 | 金繩里 | 금승리                                               |                        |
| 낙하리 | 洛河里 | 낙하리                                               |                        |
| 대동리 | 大洞里 | 대동리                                               |                        |
| 만우리 | 萬隅里 | 만우리                                               |                        |
| 문지리 | 文智里 | 문지리                                               |                        |
| 법흥리 | 法興里 | 법흥1리, 법흥2리, 법흥3리, 법흥4리, 법흥5리, 법흥6리 |                        |
| 성동리 | 城洞里 | 성동리                                               |                        |
| 오금리 | 吾今里 | 오금1리, 오금2리                                     |                        |
| 축현리 | 丑峴里 | 축현1리, 축현2리, 축현3리                            | 면 행정복지센터 소재지 |

## 주요 기관
- 탄현면 행정복지센터
- 파주경찰서 탄현치안센터
- 파주소방서 탄현119안전센터
- 탄현우체국
- 통일동산우체국
  - 우체국통일동산수련원
- 탄현농협
- 파주성모병원
- 파주시보건소 탄현보건진료센터
  - 문지진료지소

## 교육 기관
- 사립전문대학

|  | - 웅지세무대학교 |

- 중학교

|  | - 탄현중학교 |

- 초등학교

|  | - 갈현초등학교 - 삼성초등학교 - 탄현초등학교 - 통일초등학교 |

## 관광·문화
- 장릉
- 황희선생 묘
- 영집궁시 박물관
  - 궁시장 윤영기
- 파주공효공 박중손묘역내 장명등
- 정연묘역 - 경기도 기념물 제139호
- 황정욱 묘 신도비
- 통일동산
  - 오두산 통일전망대
  - 헤이리 마을
  - 체인지업캠퍼스 파주캠프
- 전통쇄납제작 및 연주기능 조병주
- 금산리 민요

## 참고 문헌
- 《파주의 역사와 문화》, 파주문화원, 2005년 12월.
- 《파주지명유래와 전설》, 파주문화원, 1997년 12월.